# Siokunichthys bentuviai
Siokunichthys bentuviai är en fiskart som beskrevs av Clark 1966. Siokunichthys bentuviai ingår i släktet Siokunichthys och familjen kantnålsfiskar. Inga underarter finns listade i Catalogue of Life.